# Handball-Regionalliga Süd 1977/78
Die Saison 1977/78 der Handball-Regionalliga Süd war die neunte Spielzeit, welche der Süddeutschen Handballverband (SHV) organisierte und als zweithöchste Spielklasse im deutschen Ligensystem geführt wurde.

## Süddeutsche Meisterschaft
Meister wurde das Team des TSV 1896 Rintheim, der damit auch für den Aufstieg in die Handball-Bundesliga qualifiziert war. Vizemeister wurde SG Leutershausen, die um 24 Tore die bessere Differenz gegenüber dem Tuspo Nürnberg hatte. Die Absteiger waren der TSB Horkheim, TV Meißenheim und der TB 1879 Pforzheim.

### Teilnehmer
An der Regionalliga Süd nahmen 12 Mannschaften teil. Neu waren die Aufsteiger TuSpo Nürnberg, die TSB Horkheim dazu die Absteiger aus der Bundesliga TSV 1896 Rintheim, SG Leutershausen und die TSG Oßweil. Nicht mehr dabei waren der TV 1893 Neuhausen, Aufsteiger in die Bundesliga sowie die Absteiger Post SV Regensburg und TG 1848 Würzburg.

### Modus
Es wurde eine Hin- und Rückrunde gespielt. Der Erstplatzierte war Süddeutscher Meister und Aufsteiger in die Handball-Bundesliga 1978/79, die drei Letztplatzierten waren Absteiger in ihre Landesverbände.

### Abschlusstabelle Meisterschaft
Saison 1977/78 
|     | Mannschaft            | Spiele | Punkte |
| --- | --------------------- | ------ | ------ |
| 1.  | TSV 1896 Rintheim (A) | 22     | 33:11  |
| 2.  | SG Leutershausen (A)  | 22     | 31:13  |
| 3.  | TuSpo Nürnberg (N)    | 22     | 31:13  |
| 4.  | TG 1848 Donzdorf      | 22     | 25:19  |
| 5.  | TuS Schutterwald      | 22     | 25:19  |
| 6.  | VfL Günzburg          | 22     | 24:20  |
| 7.  | TSV 1895 Oftersheim   | 22     | 23:21  |
| 8.  | TSG Oßweil (A)        | 22     | 20:24  |
| 9.  | TSV Birkenau          | 22     | 19:25  |
| 10. | TSB Horkheim (N)      | 22     | 14:30  |
| 11. | TV Meißenheim         | 22     | 14:30  |
| 12. | TB 1879 Pforzheim     | 22     | 5:39   |

 Süddeutscher Meister und Aufsteiger in die Handball-Bundesliga 1978/79
  „Für die Regionalliga Süd 1978/79 qualifiziert“
  „Absteiger“